# Trachyleberis cribriformis
Trachyleberis cribriformis is een mosselkreeftjessoort uit de familie van de Trachyleberididae. De wetenschappelijke naam van de soort is voor het eerst geldig gepubliceerd in 1865 door Brady.